# مجموعة أتلانتك ريكوردز
مجموعة أتلانتك ريكوردز (بالإنجليزية: Atlantic Records Group )‏ هي علامة تجارية مملوكة لمجموعة وورنر ميوزك غروب وتشرف على العديد من العلامات المرتبطة بشركة أتلانتك ريكوردز التابعة لها. في المجموع العلامة لديها ما يقرب من ثلاثمائة فنان ينتمون إليها.